# (21284) Пандіон
(21284) Пандіон (лат. Pandion, дав.-гр. Πανδίων) — типовий троянський астероїд Юпітера, що рухається в точці Лагранжа L4, в 60°, попереду планети. Астероїд був відкритий 5 жовтня 1996 року бельгійськими астрономом Еріком Ельстом в обсерваторії Ла-Сілья і названий на честь одного з персонажів давньогрецької міфології, а саме — царя Пандіона I.